# Färsna gård
Färsna gård ligger cirka två kilometer utanför Norrtälje i Estuna socken. Färsna har varit en familjegård sedan 1300-talet. Den köptes år 1972 av Norrtälje kommun. På gården finns det aktiviteter för skolor  och andra företag och de har även djur som man kan titta på. Från år 2009 förvaltar Norrtälje naturvårdsstiftelse gården.
I anslutning till byn finns ett gravfält om tio stensättningar.
Färsna omtalas första gången 1365 då en "jenis i færsnom", och var en by fram till slutet av 1700-talet, då den lades under en brukare.

## Hyresgäster
De hyresgäster Färsna Gård har på gården är Färsna 4h, Norrtälje veterantraktorklubb  och tiohundra. Det är personer som sköter enkla djursysslor. Alla föreningar i Norrtälje som arbetar med miljö och natur får ha möten gratis på Färsna. Det är Fältbiologerna, Naturskyddsföreningen, Geologiska föreningen och Roslagens ornitologiska förening. Norrtälje naturvårdsstiftelse arbetar för en öppen gård för alla. Färsna Gård har flera projekt som syftar till att öka tillgängligheten för prioriterade grupper som invandrare, rullstolsburna och funktionshindrade.

## Samarbeten
Naturvårdstiftelsen har ett avtal med Teknikgymnasiet, Freinetskolan Hugin och Montessoriskola. De använder gården och miljöerna för att flytta ut en del av lärandet i naturen. De samarbetar också med många lärare och skolor. 